# Ruta 12 (Uruguay)
Die Fernstraße Ruta 12 befindet sich im Südwesten von Uruguay und verläuft in West-Ost-Richtung. Sie ist eine wichtige Verbindung der Hafenstadt Nueva Palmira mit dem Großraum Montevideo. Die Ruta 12 wurde 1983 nach dem Politiker Doctor Luis Alberto de Herrera benannt.
Die Ruta 12 beginnt in Nueva Palmira an der Ruta 21. Entlang der Departamentsgrenze Colonia / Soriano erreicht sie Cardona, wo sie die Ruta 2 kreuzt. In Ismael Cortinas mündet sie in die Ruta 23.
Ein weiteres Teilstück verläuft von San Ramón in östlicher Richtung über Minas nach Punta Ballena.
Einzelne Abschnitte der Ruta 12 wurden in den 2010er Jahren als FOCEM-Projekt ausgebaut.

## Einzelnachweise

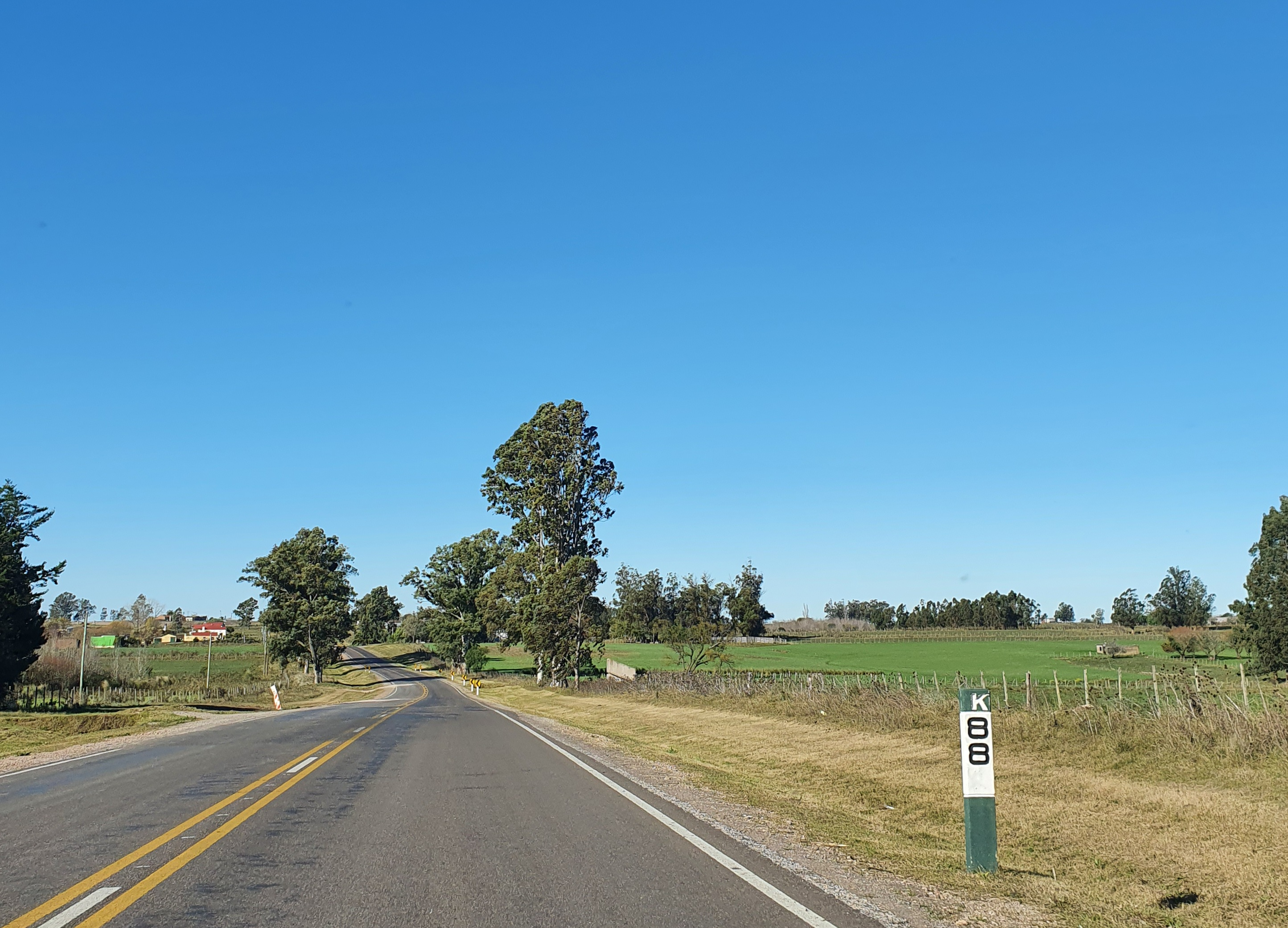
Die Ruta 12